# メチオニルアミノペプチダーゼ
メチオニルアミノペプチダーゼ(Methionyl aminopeptidase、EC 3.4.11.18)は酵素である。以下の化学反応を触媒する。
ペプチド及びアリルアミドからN末端のメチオニンを選択的に遊離する。
この酵素は膜結合性で、原核生物と真核生物の両方が持つ。